# Office de la naissance et de l'enfance
Pour les articles homonymes, voir One.
 (juillet 2017).
L'Office de la Naissance et de l'Enfance (ONE) est l'organisme de référence en Communauté française de Belgique pour toutes les questions relatives :
- aux politiques de l’enfance,
- à la protection de l’enfant et de son ou ses (futurs) parents,
- à l’accompagnement médico-social de l’enfant et de son ou ses (futurs) parents et ce dès la période périnatale,
- à l’accueil de l’enfant en dehors de son milieu familial et
- au soutien à la parentalité.

D'autres missions transversales lui sont également assignées,.

## O.N.E

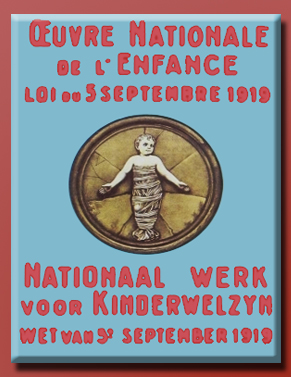
Logo de l'Œuvre nationale de l'enfance en 1919

À sa création, après la Première Guerre mondiale, l'Œuvre nationale de l'enfance, comme elle s'appelle alors, dépend du comité de secours et d'alimentation et de sa section Aide et protection des œuvres de l'enfance. Ses statuts sont arrêtés par une loi du 5 septembre 1919 : "L'Œuvre nationale de l'enfance a pour attributions d'encourager et de développer la protection de l'enfance, et notamment : de favoriser la diffusion et l'application des règles et des méthodes scientifiques de l'hygiène des enfants, soit dans les familles, soit dans les institutions publiques ou privées d'éducation, d'assistance et de protection ; d'encourager et de soutenir, par l'allocation de subsides ou autrement, les œuvres relatives à l'hygiène des enfants ; d'exercer un contrôle administratif et médical sur les œuvres protégées".
À cette époque, sa priorité est la lutte contre la mortalité infantile par la mise en place des consultations de nourrissons et la surveillance des milieux d'accueil.
Durant la Seconde Guerre mondiale, l'O.N.E. maintient et renforce même son action. Au travers de sa directrice, Yvonne Nèvejean, elle contribua au sauvetage de plusieurs milliers d'enfants juifs en collaborant étroitement avec le Comité de défense des Juifs.
Après-guerre, l'O.N.E. poursuivit son action en faveur de l'enfance et des mamans et futures-mamans. Elle contribua à faire chuter la mortalité maternelle encore bien élevée dans les années 1950. Elle œuvra ainsi à la systématisation de la détermination ante-partum du groupe sanguin maternel, par la suite au dépistage de la toxoplasmose. Elle est à l'origine de la préparation à l'accouchement, de la vaccination. L'O.N.E se préoccupe également de l'agrément de lieux d'accueil de la petite enfance, de la prématurité, de la maltraitance.
Le décret du 9 mars 1983 lui fixe son nouveau cadre juridique et "communautarise" son action. Désormais dénommée Office de la naissance et de l'enfance (O.N.E.), elle sera compétente en Communauté française de Belgique tandis que seront créés: Kind en Gezin pour la communauté flamande et Dienst für kind und familie (devenue depuis Kaleido-DG) pour la communauté germanophone.